# Joaquim Fiadeiro
Joaquim Barradas da Silva Fiadeiro (* 10. Oktober 1901 in Reguengos de Monsaraz; † 27. Dezember 1990 in Lissabon) war ein portugiesischer Veterinärmediziner.
Fiadeiro war von 1935 bis 1971 Professor und von 1960 bis 1971 Dekan der Veterinärmedizinischen Fakultät (FMV) der Technischen Universität Lissabon.
Schwerpunkt seiner wissenschaftlichen Arbeit waren die Bakteriologie, Pathologie sowie die Geschichte der Veterinärmedizin.

## Ehrungen
- 2004: Benennung einer Straße auf dem Campus der TU Lissabon in Ajuda

## Veröffentlichungen
- Ensino da medicina veterinária em Portugal : primeiras instalações, Lisbon : Universidade Técnica de Lisboa, 1989, OCLC 42923927
- Conceito actual da ciência veterinária, Lisbon : Cosmos, 1945, OCLC 642076906
- Acabar o curso, sim ... mas depois? : (Aspectos técnicos da valorização profissional) ; conferência realizada na Sociedade de Geografia de Lisboa no dia 7 de Dezembro de 1939, Lisbon : Organização dos Quintanistas de Medicina Veterinaria, 1939, OCLC 319982186